# Nunligran
Nunligran (ryska нунлигран) är en ort i nordöstra Ryssland. Folkmängden uppgick till 302 invånare i början av 2015. Där bedriver man fortfarande den traditionella valfångsten på i stort sett samma sätt som för 3000 år sedan. En sådan traditionell valfångs bedrivs också i Alaskas nordligaste stad Barrow.